# Kanaat Talysh
Het kanaat Talysh was een staat op het gebied van het huidige Azerbeidzjan die bestond van 1747 tot 1826. De hoofdstad van het kanaat was Lankaran. De staat lag in het zuidoostelijke deel van Azerbeidzjan aan de Kaspische Zee. De noordelijke grens werd gevormd door de rivier de Bolqarchay en delen van de monding van de Kura.

## Geschiedenis
Op het moment dat de Safawieden tijdens de onrust in Perzië in de jaren 1720 naar het noorden vluchtten, vestigden sommigen zich in het land van de Talysh. Het gebied werd in 1722 door het Keizerrijk Rusland veroverd. nadat het in 1736 onder Nadir Shah werd teruggegeven aan Perzië, werd de Safawied Seyid Abbas heerser van de provincie Talysh. Nadat Nadir Shah in 1747 stierf, werd het kanaat onafhankelijk.
Seyid Abbas stierf in 1747 en werd opgevolgd door zijn zoon Qara (ook bekend als Jamaladdin). Hij breidde het leger uit en centraliseerde de staat door het land van de feodale heren af te nemen en de hoofdstad van Astara naar Lankaran te verplaatsen. Hij voerde een pro-Russisch beleid, dat bij de Perzische heersers, met name Hidayat van het kanaat Gilan, onrust veroorzaakte. In 1768 viel deze Talysh aan. Tegen Hidayat zocht Qara hulp bij Khan Fath Ali van het kanaat Koeba. Hij versloeg Hidayat samen met andere kanaten, maar Talysh werd een deel van het kanaat Koeba. Pas in 1789 herwon het zijn onafhankelijkheid.
In 1794 leidde Aga Mohammed Khan Qajar uit Perzië een expeditie naar Noord-Azerbeidzjan. Nadat Talysh een alliantie met Perzië tegen Rusland had geweigerd, werd het in 1795 door Perzië aangevallen. Omdat het leger de aanval niet kon weerstaan, vroeg kan Mir Mustafa de Russische generaal Goedovitsj om bescherming. Catharina II stuurde troepen ter verdediging, maar deze werden na haar dood in 1796 door Paul I teruggeroepen. Pas in 1802 werd Talysh een Russisch protectoraat.
Tijdens de Russisch-Perzische Oorlog van 1804-1813 werd Lankaran in 1809 door de Perzen ingenomen. Na een korte belegering onder Pjotr Kotljarevski werd de stad op 1 januari 1813 opnieuw ingenomen door de Russen. In hetzelfde jaar, na de sluiting van het Verdrag van Gulistan, werd het kanaat deel van het Russische Rijk. Na de dood van kan Mir Hasan in 1826 werd het kanaat ontbonden.

## Lijst van heersers
- 1747 Sa`id `Abbas
- 1747–1786 Qara
- 1786–1814 Mir Mustafa
- 1814–1826 Mir Hasan

- TDVİA: talis-hanligi